# Christophe de Gama
Pour les articles homonymes, voir Gama.
Pour l’article ayant un titre homophone, voir Gamma.
Christophe de Gama (en portugais : Cristovão da Gama) (1516 - 29 août 1542), fils de Vasco de Gama est un soldat portugais, qui mena une armée portugaise lors d'une expédition en Éthiopie (1541–1543) contre l'armée adalite de l'imam Ahmed Gragne. Il fut victorieux de quatre batailles contre des forces largement plus nombreuses, avant d'être défait, capturé puis décapité. Cette expédition permet de sauver le royaume chrétien d'Éthiopie.
Joseph François Lafitau témoigne des événements de l'époque : 
« Conduit en la présence du roi vainqueur, Grada Ahmed lui demanda ce qu'il aurait fait de lui en pareille occasion s'il l'avait pris. Gama sans s'étonner lui répondit fièrement : “je t'aurais fais trancher la tête, couper ton corps en quartiers que j'aurais fait suspendre en divers endroits, pour y servir d'exemple et d'épouvantail aux tyrans" […] il lui coupa la tête de sa propre main, et exécuta sur lui le reste de la sentence qu'il avait prononcé contre lui-même. […] »